# Tramway de Naples
Le tramway de Naples est un réseau de tramway qui dessert la ville de Naples (Italie) et une partie de son agglomération. Inauguré en 1875, le réseau comporte 3 lignes.

## Réseau

### Lignes actuelles
Le réseau compte trois lignes :
- 1 : (Via Stadera) - Emiciclo di Poggioreale - Port (Via Cristoforo Colombo)
- 2 : Piazza Nazionale - San Giovanni a Teduccio (dépôt ANM)
- 4 : San Giovanni a Teduccio (dépôt  ANM) - Port (Via Cristoforo Colombo)